# Rue Dufour
La rue Dufour est une voie de Nantes en France.

## Situation et accès
Située de le quartier Malakoff - Saint-Donatien, la rue, bitumée et ouverte à la circulation, relie la rue Desaix à l'avenue Chanzy, et ne rencontre que la rue Saint-Charles.

## Origine du nom
Elle rend hommage à l'ancien maire de la ville Antoine Dufour.

## Historique
Elle constituait naguère une partie de l'ancien tracé du « Haut chemin d'Angers » (appelé aussi « route de Paris »). C'est sur cette voie qui aboutissait à la porte Saint-Pierre, une des principales entrées de la ville, que saint Donatien converti par un prêtre de passage, aurait reçu le baptême (probablement de saint Similien, troisième évêque de Nantes), alors qu'il était accompagné de son frère Rogatien, qui ne tardera pas à vouloir suivre son exemple. Dénoncés comme chrétiens, ils furent arrêtés, jugés par le gouverneur de la province et exécuté d'après la tradition au niveau du no 63 de la rue, où un bourreau leur enfonce un javelot dans la gorge puis leur tranche la tête. Le lieu du supplice est depuis marqué par la présence de deux croix bretonnes en pierre,.
Durant la révolution, entre 1792 et 1802, les reliques des deux saints furent cachées dans un trou d'un mur de la demeure d'un boulanger nomme Antoine Lepré qui demeurait au no 75,.
En 1826, l'évêché décide l'ouverture d'un « Grand séminaire » dans lequel on enseignait la théologie et la philosophie. 200 élèves y seront comptabilisés en 1850. Les bâtiments qui bordent le côté est de la rue, sont agrandis par l'architecte Théodore Nau entre 1852 et 1870. En 1905, la loi de séparation des Églises et de l'État entraîne la suppression de la compagnie des prêtres de Saint-Sulpice qui gérait le séminaire, et l'expulsion des professeurs est ordonné un an plus tard. Restés vacants, les locaux sont occupés depuis 1910 par le lycée Eugène-Livet.
Autrefois intégrée à la rue Saint-Donatien, elle rebaptisé de son nom actuel le 30 novembre 1936.